# Дом Апанаевых
Дом Апанаевых — историческое здание в Казани, в Старо-Татарской слободе, на улице Сафьян, дом 5. Построен на рубеже XVIII—XIX вв. Объект культурного наследия регионального значения.

## История
Дом построен на рубеже XVIII—XIX веков купцом первой гильдии, владельцем кожевенного производства Мусой Исмагиловичем Апанаевым. Здание впоследствии долго принадлежало семье Апанаевых: им владели сын первого владельца Абдул-Карим, перестроивший дом в 1872 году, внуки Мухамет-Вали и Мухамет-Закир. У последнего в 1889 году в доме родился сын Мухамет-Вали Апанаев, ставший музыкантом и переводчиком. В советский период дом надстроен третьим этажом. В 2012—2013 гг. при реставрации разобран надстроенный этаж, восстановлено исходное завершение дома.

## Архитектура
Двухэтажное с антресольным этажом кирпичное здание, перекрытое вальмовой крышей, стоит по красной линии улицы. Оконные проёмы на втором этаже имеют большие наличники, переходящие в лучковые сандрики. Окна первого этажа меньшего размера, тоже имеют лучковые сандрики. Два окна второго этажа в центре спарены, имеют общие архивольты и общее арочное завершение, под ними на первом этаже находится вход. Простенки заняты пилястрами высотой в оба этажа. Уличный фасад венчает восстановленный фронтон по центру и два аттика по бокам. Дом замыкает перспективу улицы Каюма Насыри. Также из комплекса усадьбы Апанаевых сохранился одноэтажный флигель (дом 3), построенный одновременно с домом, и двухэтажный угловой флигель (дом 1/40) — дом Гарун-аль-Рашида Апанаева, построенный в 1912 году.